# Panenský Týnec
Panenský Týnec (Duits: Jungfernteinitz) is een Tsjechische vlek (městys) in de regio Ústí nad Labem, en maakt deel uit van het district Louny. Panenský Týnec telt 443 inwoners (2023).

## Geschiedenis
- 1115 – De eerste schriftelijke vermelding van Panenský Týnec.
- 2006 – De gemeente Panenský Týnec krijgt (opnieuw) de status vlek.[1]